# کاورا
کاورا (به انگلیسی: Cowra) یک شهرک در استرالیا است که در Cowra Shire واقع شده‌است.